# 完全加法族
数学における完全加法族（かんぜんかほうぞく、英: completely additive class [of sets], completely additive family [of sets]）とは、主な用途として測度を定義することに十分な特定の性質を満たす集合の集合である。特に測度が定義される集合全体を集めた集合族は完全加法族になる。
可算加法族（かさんかほうぞく、英: countably additive class [of sets], countably additive family [of sets]）、(σ-)加法族（（シグマ）かほうぞく、英: σ-additive family [of sets]）、σ-集合代数（シグマしゅうごうだいすう、英: σ-algebra [of subsets over a set], σ-set algebra）、σ-集合体（シグマしゅうごうたい、英: σ-field [of sets]）ともいう。
この概念は、解析学ではルベーグ積分に対する基礎付けとして重要であり、また確率論では確率の定義できる事象全体の成す族として解釈される。完全加法族を接頭辞「完全」を付けずに単に「加法族」と呼ぶことも多い（つまり、有限加法族の意味ならば接頭辞「有限」を省略しないのがふつう）ので注意が必要である。
いくつかの等価な定義がある。
- 集合 X 上の σ-集合代数の定義は「集合 X の部分集合からなる族 Σ であって、可算回の合併、交叉と補演算（という補集合をとる集合演算）について閉じていて、合併についても交叉についても単位元を持つようなもの」である。
- 集合 X 上の完全加法族の定義は「X の部分集合の空でない族 Σ で、X 自身を含み、補集合を取る操作（補演算）および可算な合併に関して閉じているもの」である。

すなわちこれは、有限加法族（あるいは集合代数）であって、かつその演算を可算無限回まで含めて順序完備化したものになっている。集合 X とその上の完全加法族 Σ との対 (X, Σ) は可測空間になる。
例えば X = {a, b, c, d} とすると、X 上の完全加法族となる集合族の一つは
Σ = { ∅, {a, b}, {c, d}, {a, b, c, d} }
で与えられる。

より有用な例は、実数直線の部分集合族で、全ての開区間から始めて、それらの可算合併・可算交叉・補集合を取ることを、それらに対応する演算がすべて閉じるようになるまで繰り返して得られる完全加法族（つまり開区間を全て含む最小の完全加法族）である。得られた完全加法族はボレル σ-集合代数と呼ばれる。

## 動機付け
X 上の測度とは、X の部分集合に実数を割り当てる写像で、集合の「大きさ」や「容積」の概念を明確にしたものと考えることができる。望むべくは、互いに素な集合の和の測度が、個々の集合の測度の和になること、特にそれが互いに素な集合の無限列に関してさえも成り立つことである。
X の部分集合「すべて」に対してそのような測度を与えられると考えたいところではあるが、これは多くの自然な状況設定において不可能である。例えば選択公理からは、実数直線内の部分集合のふつうの「長さ」を測度とするとき、ヴィタリ集合のような測度を持たない部分集合が存在することが示される。そのような理由から、測度を持つ特別な X の部分集合からなるより小さな族を代わりに考えなければならない。このような集合は可測集合と呼ばれ、それらの族は可測集合に対して期待される演算について閉じている。つまり、可測集合の補集合は可測集合であり、可測集合の可算合併は可測集合である。これらの性質を満たす空でない集合族を σ-集合代数と呼ぶ。
X の部分集合族で σ-集合代数を成すものを通例 Σ（ギリシャ大文字のシグマ）で表し、それらの対 (X, Σ) として与えられる集合代数（集合体）は可測空間と呼ばれる。Σ に属する X の部分集合の間の演算を初等代数学における数の演算と対比して見れば、集合演算としての合併 (∪) と交叉 (∩) は、数の加法と乗法に対応する。σ-集合代数 Σ は、可算無限回の演算まで含めて完備である。

## 定義と性質
集合 X とその上の冪集合 2X に対し、X の部分集合族 Σ ⊂ 2X が X 上の σ-集合代数であるとは、
1. Σ は空でない: 少なくとも一つの A ⊂ X が Σ に属する。
2. Σ は補演算に関して閉じている: A が Σ に属するならば、その補集合 X ∖ A も Σ に属する。
3. Σ は可算合併に関して閉じている: A1, A2, A3, … が Σ に属する集合の列ならば、それらの合併 A = A1 ∪ A2 ∪ A3 ∪ … も  Σ に属する。

の三性質を満たすときに言う。これら三公理から、σ-集合体は可算交叉について閉じていることが（ド・モルガンの法則から）わかる。
またこれらから Σ が全体集合 X および空集合を含むことがわかる。実際、条件 1. から Σ は空でないので適当な A ⊂ X が取れて、条件 2. でその補集合 X ∖ A も Σ に属し、条件 3. からそれらの和 A ∪ (X ∖ A) = X も Σ に属することが言える。また再度条件 2. を適用して、X ∈ Σ の補集合である空集合が Σ に属することが言える。
実はこのことはまさに、σ-集合代数と σ-集合環との間の差異であって、つまり σ-集合代数 Σ とは全体集合 X を含むような σ-集合環のことに他ならない。σ-集合環は必ずしも σ-集合代数でない。何となれば、実数直線 R 内のルベーグ零集合（ルベーグ測度 0 の可測部分集合）の族は σ-集合環になるが、零集合の可算合併はやはり零集合であって、測度が無限大である R には成り得ないので、σ-集合代数にはならない。また、零集合の代わりに、R のルベーグ測度が有限な可測部分集合の族を考えると、これは集合環にはなるが、有限な測度を持つ集合の可算和として得られる R が測度有限でないので、σ-集合環にはならない。
σ-集合代数 Σ に属する元は (Σ-)可測集合であると言い、集合 X とその上の σ-集合代数の組 (X, Σ) は X 上の σ-集合体を成し、可測空間 (measurable space) と呼ばれる。可測空間の間の写像が可測函数であるとは、任意の可測集合の原像が可測となることを言う。全ての可測空間の集まりは、可測函数を射として圏を成す。測度は σ-集合代数から補完数直線内の区間 [0, ∞] への特定の種類の写像として定義される。
σ-集合代数 (X, Σ) をカリグラフ体やフラクトゥールを用いて
{\displaystyle (X,\,{\mathcal {F}}),\quad (X,\,{\mathfrak {F}})}
のように書くこともある。このように書くと、Σ が総和の記号 ∑ と区別し難いような場面で有効である。

### 生成されたσ-集合代数
X の任意の部分集合族 F に対して、F に属する元をすべて含むような最小の σ-集合代数が唯一つ存在する（F 自身が σ-集合代数になっていてもいなくてもよい）。この σ-集合代数を F が生成する σ-集合代数 σ(F)と呼ぶ。
このような σ-集合代数が常に存在することを見るために、Φ := {E ⊆ 2X : E は F を含む σ-集合代数} と置くと、F が生成する σ-集合代数とは Φ の最小元ということになる。実際にこのような最小限は存在する。まず冪集合 2X は Φ に属するから Φ は空でなく、従って Φ に属する元すべての交わり σ* は空積でない。Φ の各元は F を含むのだから交叉 σ* もやはり F を含むが、さらに Φ の各元は σ-集合代数ゆえ交叉 σ* もやはり σ-集合代数になる（これは、Φ の各元が満たす σ-集合代数の三公理が、Φ の交叉でも保たれることを確認すればよい）。従って σ* は F を含む σ-集合代数となり Φ に属することとなり、またこれが Φ に属する全ての集合の交わりであったことから、σ* は定義により Φ の「最小」の元になる。即ち σ* = σ(F) が F の生成する σ-集合代数となる。
簡単な例として、集合 X = {1, 2, 3} において、単元集合 {1} の生成する σ-集合代数は σ({1}) = {∅, {1}, {2,3}, {1,2,3} } となる。記号の濫用により、ただ一つの元 A のみからなる族 {A} を考えるときには、σ({A}) と書く代わりに σ(A) と書く。今の例だと σ({1}) の代わりに σ(1) と書く。

### 誘導されたσ-集合代数
集合 X から集合 Y への写像 f と、Y の σ-集合代数 B に対して、B から f によって誘導された σ-集合代数 σ(f)とは、B の各元 S に対する逆像 f−1(S) 全体の成す X の部分集合族を言う。
明らかに、写像 f: X → Y が X の σ-部分集合代数 Σ に関して可測となるための必要十分条件は σ(f) ⊂ Σ となることである。
このような扱い方がされるよくある状況として、そのままでは B が明示的に指定されず、Y が距離空間や位相空間で、B は Y 上のボレル集合族として与えられるような場合が挙げられる。

## 例
X は任意の集合として、以下は X 上の σ-集合代数の例である。
- 空集合と全体集合 X のみからなる族。これを X 上の最小のあるいは自明な σ-集合代数と呼ぶ。
- X の冪集合。これを X 上の離散 σ-集合代数と呼ぶ。
- X の可算または補可算な部分集合全体の成す族（X が非可算ならば、これは冪集合とは異なる）。これは X の一元集合全体から生成される σ-集合代数である。
- λ で添字付けられた X 上の σ-集合代数の族 {Σλ} に対し、Σλ 全ての交わりはやはり X 上の σ-集合代数になる。

重要な例として、位相空間上のボレル集合代数がある。これは空間の開集合系（閉集合系としても同じ）から生成される σ-集合代数である。この σ-集合代数は、一般には冪集合と異なることに注意。非自明な例としてヴィタリ集合が挙げられる。
ユークリッド空間 Rn 上でもう一つ重要な σ-集合代数としてルベーグ可測集合族が挙げられる。この σ-集合代数には Rn 上のボレル集合族よりも多くの集合が含まれ、完備測度空間を与えるという意味で積分論に適している。